# Aggregat 6

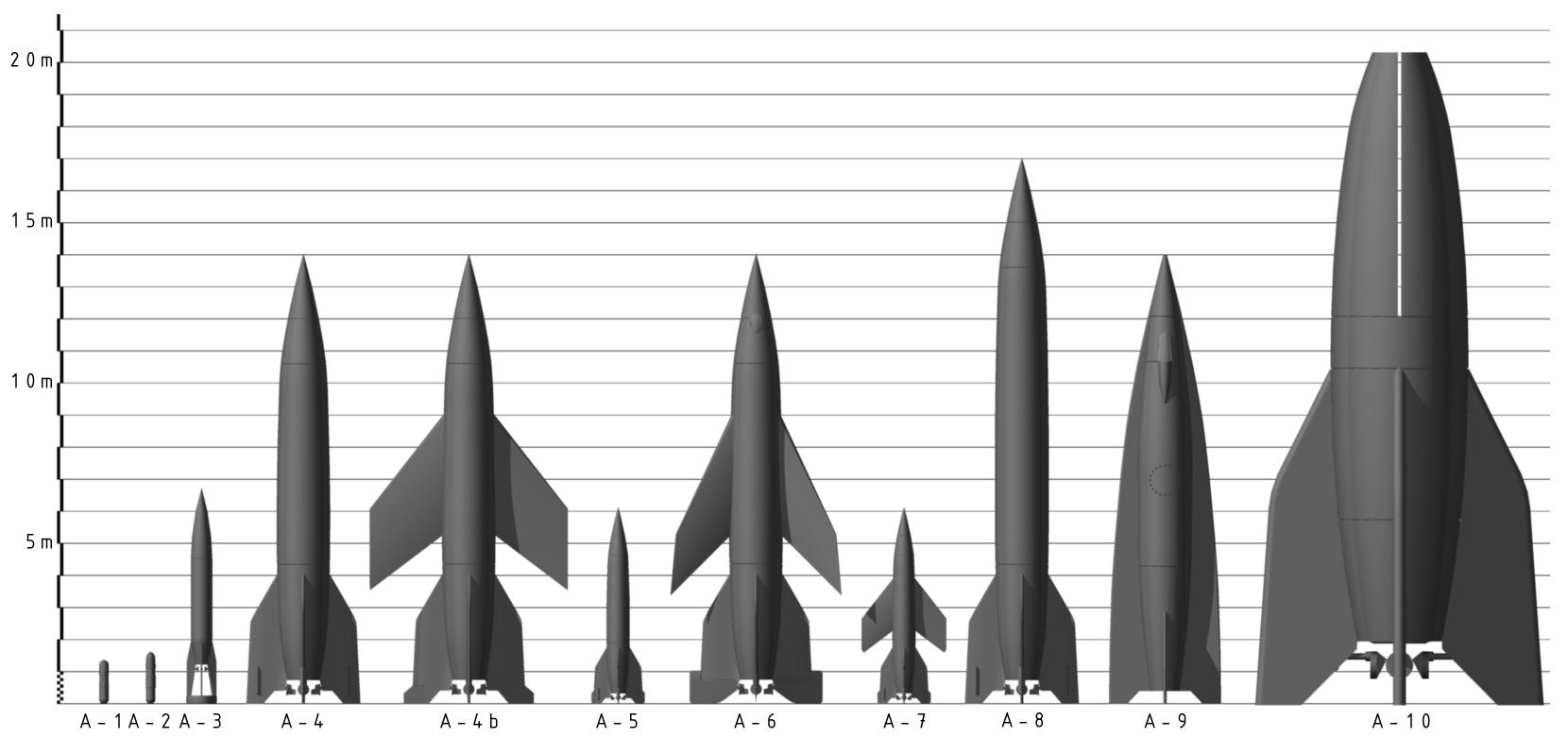
Größenvergleich

Die Aggregat 6 (kurz: A6) war eine von Wernher von Braun zu Beginn der 1940er-Jahre vorgeschlagene Kriegsrakete. Die Aggregat 6 sollte eine verbesserte Aggregat 4 sein, die mit Salpetersäure und Kerosin fliegen und eine größere Reichweite als die Aggregat 4 haben sollte. Die Aggregat 6 wurde wegen der sich für das Dritte Reich verschlechternden Kriegslage nicht realisiert. Der Startschub sollte 123 kN und die Gesamtlänge 15,75 m betragen.